# Besta deild karla (2025)
Ten artykuł dotyczy trwającego lub niedawnego wydarzenia sportowego. Informacje w nim zamieszczone mogą się zmienić lub zdezaktualizować wraz z postępem zdarzenia. Początkowe doniesienia, wyniki lub statystyki mogą być niepewne. Ostatnie aktualizacje do tego artykułu mogą nie odzwierciedlać najbardziej aktualnych informacji.
Besta deild karla (2025) – 114. edycja najwyższej klasy rozgrywkowej piłki nożnej na Islandii i trzecią pod nową nazwą.
Bierze w niej udział 12 drużyn, które w okresie od 6 kwietnia do 27 października 2025 rozegrają w dwóch rundach 27 kolejek meczów.
Obrońcą tytułu jest zespół Breiðablik.

## Drużyny
| Uczestnicy poprzedniej edycji                                                                                 | Uczestnicy poprzedniej edycji | Uczestnicy poprzedniej edycji | Uczestnicy poprzedniej edycji |
| --- | ----------------------------- | ----------------------------- | ----------------------------- |
| BRE | Breiðablik                    | 1                             |                               |
| VÍR | Víkingur Reykjavík            | 2                             |                               |
| VAL | Valur                         | 3                             |                               |
| STJ | Stjarnan                      | 4                             |                               |
| ÍA | Akraness                      | 5                             |                               |
| FH | FH                            | 6                             |                               |
| KA | KA Akureyri                   | 7                             |                               |
| KRE | KR                            | 8                             |                               |
| FRA | Fram                          | 9                             |                               |
| VES | Vestri                        | 10                            |                               |
| Awans z 1. deild                                                                                              |                               |                               |                               |
| ÍBV | ÍB Vestmannaeyja              | 1                             |                               |
| po barażu |                               |                               |                               |
| AFT | Afturelding                   | 4                             |                               |
| Oznaczenia: - kolumna pierwsza – skróty nazw drużyn, - kolumna trzecia – miejsce zajęte w poprzednim sezonie. |                               |                               |                               |

## Faza zasadnicza
| Lp. | Drużyna            | M  | Z  | R | P  | B+ | B– | +/– | Pkt | Kwalifikacja      |  | VAL    | VÍK    | BRE    | STJ    | VES    | FH     | FRA    | ÍBV    | KR     | KA     | AFT    | ÍA     |
| --- | ------------------ | -- | -- | - | -- | -- | -- | --- | --- | ----------------- |  | ------ | ------ | ------ | ------ | ------ | ------ | ------ | ------ | ------ | ------ | ------ | ------ |
| 1   | Valur              | 19 | 11 | 4 | 4  | 47 | 28 | +19 | 37  | grupa mistrzowska |  |        | 1–1    | 2–1    | 14 wrz | 1–1    | 3–1    | 2–1    | 3–0    | 6–1    | 3–1    | 25 sie | 6–1    |
| 2   | Víkingur Reykjavík | 19 | 10 | 5 | 4  | 34 | 24 | +10 | 35  | grupa mistrzowska |  | 1–2    |        | 31 sie | 2–4    | 24 sie | 3–1    | 3–2    | 2–0    | 3–2    | 4–0    | 2–1    | 2–1    |
| 3   | Breiðablik         | 19 | 9  | 5 | 5  | 34 | 29 | +5  | 32  | grupa mistrzowska |  | 2–1    | 3–1    |        | 2–1    | 1–0    | 4–5    | 1–1    | 14 wrz | 3–3    | 1–1    | 2–0    | 1–4    |
| 4   | Stjarnan           | 19 | 9  | 4 | 6  | 36 | 31 | +5  | 31  | grupa mistrzowska |  | 3–2    | 2–2    | 1–4    |        | 2–1    | 2–1    | 2–0    | 2–3    | 4–2    | 31 sie | 4–1    | 2–1    |
| 5   | Vestri             | 19 | 8  | 2 | 9  | 20 | 19 | +1  | 26  | grupa mistrzowska |  | 0–2    | 0–1    | 0–1    | 3–1    |        | 1–0    | 3–2    | 2–0    | 31 sie | 1–0    | 2–0    | 0–2    |
| 6   | FH                 | 19 | 7  | 4 | 8  | 36 | 31 | +5  | 25  | grupa mistrzowska |  | 3–0    | 2–2    | 2–0    | 1–1    | 2–0    |        | 14 wrz | 24 sie | 2–2    | 5–0    | 0–0    | 3–2    |
| 7   | Fram Reykjavík     | 19 | 7  | 4 | 8  | 28 | 26 | +2  | 25  | grupa spadkowa    |  | 31 sie | 2–2    | 4–2    | 1–1    | 1–0    | 2–0    |        | 2–0    | 0–1    | 1–2    | 3–0    | 0–1    |
| 8   | ÍBV                | 19 | 7  | 3 | 9  | 20 | 26 | −6  | 24  | grupa spadkowa    |  | 4–1    | 0–0    | 0–2    | 1–0    | 0–2    | 2–1    | 3–1    |        | 2–1    | 0–0    | 1–2    | 31 sie |
| 9   | KR                 | 19 | 6  | 5 | 8  | 40 | 41 | −1  | 23  | grupa spadkowa    |  | 3–3    | 14 wrz | 1–1    | 25 sie | 2–1    | 3–2    | 2–3    | 4–1    |        | 1–2    | 2–1    | 5–0    |
| 10  | KA                 | 19 | 6  | 5 | 8  | 21 | 35 | −14 | 23  | grupa spadkowa    |  | 2–5    | 0–2    | 0–1    | 1–1    | 14 wrz | 3–2    | 24 sie | 1–0    | 2–2    |        | 1–0    | 2–0    |
| 11  | Afturelding        | 19 | 5  | 6 | 8  | 24 | 30 | −6  | 21  | grupa spadkowa    |  | 0–2    | 1–0    | 2–2    | 3–0    | 1–1    | 31 sie | 1–1    | 0–0    | 4–3    | 3–3    |        | 4–1    |
| 12  | ÍA                 | 19 | 5  | 1 | 13 | 20 | 40 | −20 | 16  | grupa spadkowa    |  | 2–2    | 0–1    | 24 sie | 0–3    | 0–2    | 1–3    | 0–1    | 0–3    | 1–0    | 3–0    | 14 wrz |        |

## Miejsca po danych kolejkach
| Drużyna \ Kolejka  | 1           | 2  | 3  | 4  | 5  | 6  | 7  | 8  | 9  | 10 | 11 | 12 | 13 | 14 | 15 | 16 | 17 | 18 | 19 | 20 | 21 | 22 | 23 | 24 | 25 | 26 | 27 |  |
| ------------------ | ----------- | -- | -- | -- | -- | -- | -- | -- | -- | -- | -- | -- | -- | -- | -- | -- | -- | -- | -- | -- | -- | -- | -- | -- | -- | -- | -- |  |
| Drużyna \ Kolejka  | Afturelding | 11 | 9  | 7  | 9  | 6  | 7  | 6  | 9  | 11 | 11 | 7  | 6  | 7  | 7  | 7  | 7  | 8  | 11 | 11 |    |    |    |    |    |    |    |  |
| Breiðablik         | 1           | 5  | 3  | 1  | 3  | 3  | 1  | 3  | 3  | 2  | 2  | 2  | 2  | 3  | 3  | 3  | 3  | 3  | 3  |    |    |    |    |    |    |    |    |  |
| FH                 | 9           | 12 | 11 | 12 | 11 | 11 | 10 | 7  | 10 | 10 | 11 | 8  | 9  | 9  | 8  | 8  | 9  | 7  | 6  |    |    |    |    |    |    |    |    |  |
| Fram Reykjavík     | 10          | 4  | 9  | 6  | 7  | 9  | 8  | 5  | 6  | 8  | 6  | 7  | 5  | 4  | 4  | 4  | 4  | 6  | 7  |    |    |    |    |    |    |    |    |  |
| ÍA                 | 4           | 6  | 10 | 11 | 10 | 10 | 11 | 12 | 12 | 12 | 12 | 12 | 12 | 12 | 11 | 12 | 12 | 12 | 12 |    |    |    |    |    |    |    |    |  |
| ÍBV                | 11          | 9  | 6  | 4  | 5  | 8  | 9  | 10 | 7  | 6  | 8  | 9  | 10 | 10 | 9  | 9  | 7  | 9  | 8  |    |    |    |    |    |    |    |    |  |
| KA                 | 5           | 11 | 12 | 10 | 12 | 12 | 12 | 11 | 8  | 9  | 10 | 11 | 11 | 11 | 12 | 10 | 10 | 8  | 10 |    |    |    |    |    |    |    |    |  |
| KR                 | 5           | 7  | 8  | 5  | 4  | 4  | 4  | 6  | 9  | 7  | 9  | 10 | 8  | 8  | 10 | 11 | 11 | 10 | 9  |    |    |    |    |    |    |    |    |  |
| Stjarnan           | 3           | 2  | 4  | 8  | 9  | 6  | 5  | 8  | 5  | 5  | 5  | 4  | 4  | 5  | 5  | 5  | 5  | 4  | 4  |    |    |    |    |    |    |    |    |  |
| Valur              | 7           | 8  | 5  | 6  | 8  | 5  | 7  | 4  | 4  | 3  | 4  | 3  | 3  | 2  | 1  | 1  | 1  | 1  | 1  |    |    |    |    |    |    |    |    |  |
| Vestri             | 7           | 3  | 1  | 3  | 2  | 2  | 3  | 2  | 2  | 4  | 3  | 5  | 6  | 6  | 6  | 6  | 6  | 5  | 5  |    |    |    |    |    |    |    |    |  |
| Víkingur Reykjavík | 1           | 1  | 2  | 2  | 1  | 1  | 2  | 1  | 1  | 1  | 1  | 1  | 1  | 1  | 2  | 2  | 2  | 2  | 2  |    |    |    |    |    |    |    |    |  |

## Najlepsi strzelcy
| Bramki | Strzelcy                  | Drużyna        |
| ------ | ------------------------- | -------------- |
| 18     | Patrick Pedersen          | Valur          |
| 10     | Eiður Gauti Sæbjörnsson   | KR             |
| 9      | Andri Rúnar Bjarnason     | Stjarnan       |
| 9      | Vuk Dimitrijevic          | Fram Reykjavík |
| 9      | Sigurður Bjartur Hallsson | FH             |
| 8      | Tryggvi Hrafn Haraldsson  | Valur          |
| 8      | Aron Sigurðarson          | KR             |
| 8      | Tobias Thomsen            | Breiðablik     |
| 7      | Örvar Eggertsson          | Stjarnan       |

Stan na 2025-08-18. Źródło: .

## Stadiony
| Afturelding  |
| ------------ |
| Varmárvöllur |
| 2500         |
|              |

| Breiðablik     |
| -------------- |
| Kópavogsvöllur |
| 309            |
|                |

| FH         |
| ---------- |
| Kaplakriki |
| 6450       |
|            |

| Fram Reykjavík   |
| ---------------- |
| Laugardalsvöllur |
| 9800             |
|                  |

| ÍA            |
| ------------- |
| Akranesvöllur |
| 3054          |
|               |

| ÍBV                    |
| ---------------------- |
| Hásteinsvöllur         |
| 2300 (534 siedziących) |
|                        |

| KA              |
| --------------- |
| Akureyrarvöllur |
| 1645            |
|                 |

| KR        |
| --------- |
| KR-völlur |
| 3333      |
|           |

| Stjarnan      |
| ------------- |
| Stjörnuvöllur |
| 1440          |
|               |

| Valur             |
| ----------------- |
| Vodafonevöllurinn |
| 2465              |
|                   |

| Vestri        |
| ------------- |
| Olísvöllurinn |
| 1596          |
|               |

| Víkingur Reykjavík |
| ------------------ |
| Víkingsvöllur      |
| 2023               |
|                    |

Źródło:..